# Girma Tolla
Girma Tolla (13 oktober 1975) is een Ethiopische atleet, die is gespecialiseerd in de lange afstand. Hij nam eenmaal deel aan de Olympische Spelen, maar won hierbij geen medailles.

## Loopbaan
Op de wereldkampioenschappen in 1999 miste Girma met een vierde plaats op de 10.000 m op een haar na het podium. Een jaar later maakte hij zijn olympische debuut bij de Olympische Spelen van Sydney. In de kwalificatieronde van de 10.000 m drong hij met 27.44,01 door tot de finale. Daar werd hij elfde met een tijd van 27.49,75.
In Nederland geniet Girma Tolla met name bekendheid vanwege zijn overwinning op de marathon van Enschede in 2004. Hij maakte zijn marathondebuut en liep gelijk een mooie 2:10.33. Hiermee verbeterde hij ook en passant het parcoursrecord. Een jaar later nam hij deel aan de marathon van Parijs, waar hij tiende werd in 2:12.40.

## Persoonlijke records
Baan
| Onderdeel | Prestatie | Datum           | Plaats  |
| --------- | --------- | --------------- | ------- |
| 2000 m    | 5.02,01   | 5 juni 1998     | Milaan  |
| 3000 m    | 7.42,98   | 26 mei 1999     | Cottbus |
| 5000 m    | 13.15,72  | 1 augustus 1998 | Hechtel |
| 10.000 m  | 27.13,48  | 30 mei 1999     | Hengelo |

Weg
| Onderdeel      | Prestatie | Datum             | Plaats       |
| -------------- | --------- | ----------------- | ------------ |
| 10 km          | 28.29     | 2 augustus 2008   | Minneapolis  |
| 20 km          | 57.42     | 16 oktober 2005   | Parijs       |
| uurloop        | 20.102 m  | 1 juni 2009       | Hengelo      |
| halve marathon | 1:01.26   | 21 september 2008 | Philadelphia |
| marathon       | 2:10.33   | 16 mei 2004       | Enschede     |

Indoor
| Onderdeel   | Prestatie | Datum            | Plaats     |
| ----------- | --------- | ---------------- | ---------- |
| 2000 m      | 5.03,75   | 11 februari 2000 | Gent       |
| 3000 m      | 7.38,48   | 4 februari 2001  | Stuttgart  |
| 2 Eng. mijl | 8.12,.80  | 18 februari 2001 | Birmingham |

## Palmares

### 5000 m
- 1998:  n/a in Tartu - 13.43,89
- 1998: 5e Tsiklitireia in Athene - 13.36,92
- 2001:  Ethiopische kamp. in Addis Ababa - onbekend

### 10.000 m
- 1997:  Gran Premio Arona-Vilaflor - 28.55,67
- 1998:  Adriaan Paulen Memorial - 27.32,02
- 1999:  Adriaan Paulen Memorial - 27.13,48
- 1999: 4e WK - 28.02,08
- 2000: 11e OS - 27.49,75
- 2001:  FBK Games - 27.22,84

### 5 km
- 2008:  Chris Thater Memorial in Binghamton - 13.52
- 2010: 4e Chris Thater Memorial in Binghamton - 14.07

### 10 km
- 1997:  Trevira Twosome in New York - 29.01
- 1998:  Corrida van Houilles - 28.12
- 2007:  Washington DC Masonic Veteran's Day - 30.05
- 2007:  Brian's Run in West Chester - 29.52
- 2007:  Joe Kleinerman in New York - 29.20
- 2008: 4e Atlanta Journal-Constitution Peachtree Road Race - 28.43
- 2008:  Run for Oromia in Minneapolis - 28.29
- 2010:  Deseret Morning News/KJZZ-TV in Salt Lake City - 27.47,3
- 2011: 4e Scotland Run in New York - 30.30
- 2011:  Orange Classic in Middletown - 29.18
- 2011: 4e Shelter Island - 30.04

### 10 Eng. mijl
- 2003:  Grand Prix von Bern - 46.42,6
- 2011: 10e Washington - 47.56

### 15 km
- 2008:  Utica Boilermaker - 44.19

### 20 km
- 2003: 4e 20 van Alphen - 58.44
- 2003: 5e 20 km van Parijs - 58.29
- 2005:  20 km van Parijs - 57.42

### halve marathon
- 2003: 6e halve marathon van Addis Ababa - 1:03.04
- 2003:  halve marathon van Breda - 1:02.06
- 2004: 7e halve marathon van Egmond - 1:08.26
- 2004: 4e halve marathon van Sapporo - 1:01.37
- 2007: 4e halve marathon van Parkersburg - 1:03.33
- 2007:  halve marathon van Baltimore - 1:04.27
- 2008: 5e halve marathon van New York - 1:02.58
- 2008:  halve marathon van Philadelphia - 1:01.26
- 2008:  halve marathon van Baltimore - 1:04.23
- 2010: 4e halve marathon van Parkersburg - 1:04.32
- 2011: 4e halve marathon van Carlsbad - 1:04.31
- 2011:  halve marathon van Austin - 1:04.17

### marathon
- 2004:  marathon van Enschede - 2:10.33
- 2004: 8e marathon van Seoel - 2:14.20
- 2005: 10e marathon van Parijs - 2:12.40
- 2005: 4e marathon van Las Vegas - 2:14.50
- 2006: 14e marathon van Hamburg - 2:15.56
- 2007: 5e marathon van Tempe - 2:16.19
- 2007: 15e marathon van San Diego - 2:22.55
- 2009:  marathon van Nagano - 2:12.11
- 2009: 7e marathon van Reims - 2:13.46

### overige afstanden
- 2003: 5e 4 Mijl van Groningen - 18.48

### veldlopen
- 1996: 39e WK in Stellenbosch - 35.56
- 1997: 27e WK in Turijn - 36.47
- 1999: 17e WK in Belfast - 40.59
- 1999: 5e Warandeloop - 29.47
- 2002: 6e Warandeloop - 30.42